# Kim So-jin
Kim So-jin (Hangul: 김소진, RR: Gim Sojin) es una actriz surcoreana.

## Biografía
Estudió en el departamento de teatro de la Universidad Chung-Ang y obtuvo su maestría en bellas artes en la Universidad Nacional de Artes de Corea.

## Carrera
Es miembro de la agencia PLUM A&C (플럼에이앤씨). Previamente fue miembro de la agencia Trans-Dimensional Stageship.
El 31 de julio de 2013 se unió al elenco secundario de la película The Terror Live donde dio vida a la reportera Lee Ji-soo.
El 19 de diciembre de 2018 apareció en la película The Drug King, donde interpretó a Seong Sook-kyung, la hija de un predicador y esposa de Lee Doo-sam (Song Kang-ho).
En 2022 se unió al elenco principal de la serie Through the Darkness (también conocida como "Those Who Read Hearts of Evil"), donde da vida a Yoon Tae-goo, la líder de equipo de la Unidad de Investigación Móvil en la División de Investigación Científica de la Agencia de Policía Metropolitana de Seúl.

## Filmografía

### Series de televisión
| Año  | Título                                              | Personaje       | Notas |
| ---- | --------------------------------------------------- | --------------- | ----- |
| 2022 | Through the Darkness                                | Yoon Tae-goo    |       |
| 2018 | Drama Special Season 9 - "The Tuna and the Dolphin" | Presidenta Yoon |       |
| 2016 | Marriage Contract                                   | Hwang Joo-yeon  |       |

### Películas
| Año  | Título                                                                | Personaje               | Notas        |
| ---- | --------------------------------------------------------------------- | ----------------------- | ------------ |
| 2022 | Emergency Declaration                                                 | Hee-jin                 | [ 5 ]        |
| 2021 | Escape from Mogadishu                                                 | Kim Myung-hee           |              |
| 2021 | Spring Song                                                           | -                       | [ 6 ]        |
| 2020 | The Man Standing Next                                                 | Debora Shim             |              |
| 2019 | Another Child                                                         | Mi-hee                  |              |
| 2018 | The Drug King                                                         | Seong Sook-kyung        | [ 7 ]        |
| 2018 | Infiltrado en el Norte                                                | Esposa de Han Chang-joo | [ 8 ]        |
| 2017 | I Can Speak                                                           | Geum-joo                |              |
| 2017 | The King                                                              | Ahn Hee-yeon            | [ 9 ] [ 10 ] |
| 2017 | New Trial                                                             | Kang Hyo-jin            |              |
| 2015 | The Chosen: Forbidden Cave                                            | Soo-hye                 |              |
| 2015 | The Sound of a Flower                                                 | Madre de Jin Chae-seon  |              |
| 2014 | See, Beethoven                                                        | Ha-jin                  |              |
| 2014 | No Tears for the Dead                                                 | Mi-jin                  |              |
| 2014 | The Divine Move                                                       | Young-sook              |              |
| 2014 | My Brilliant Life (My Palpitating Life)                               | Escritora Kim           |              |
| 2013 | The Terror Live                                                       | Lee Ji-soo              |              |
| 2013 | The Spy: Undercover Operation                                         | Miembro del personal #2 |              |
| 2012 | The Rumblings                                                         | Mi-yeon                 | (corto)      |
| 2011 | Officer of the Year                                                   | Oficial Mapo            |              |
| 2011 | Quick                                                                 | Jefa de equipo          |              |
| 2010 | Remember O Goddess                                                    | -                       | (corto)      |
| 2010 | Haunters                                                              | Miss Lee                |              |
| 2009 | Seri & Harr                                                           | Yoon-ju                 |              |
| 2006 | Hey Man                                                               | -                       | (corto)      |
| 2006 | If You Were Me                                                        | Yu-jin                  |              |
| 2004 | Independent Film Maker's Project To Abolish The National Security Law | -                       |              |

### Teatro
| Año              | Título                                                          | Personaje       | Notas |
| ---------------- | --------------------------------------------------------------- | --------------- | ----- |
| 2021             | 우리가 사랑했던 정원에서                                        | 내래이터        |       |
| 2018             | The Mourner (애도하는사람)                                      | 나기 유키요     |       |
| 2018             | 낫심                                                            | -               |       |
| 2017             | L'Appartement (라빠르트망)                                      | 알리스          |       |
| 2016             | Closer (클로저)                                                 | 안나            |       |
| 2016, 2019       | Collected Stories (단편소설집)                                  | 리사 모리슨     |       |
| 2016             | 크레센도 궁전                                                   | 여자            |       |
| 2015             | One Fine Day (원파인데이)                                       | 진경            |       |
| 2015             | 꼬리솜 이야기                                                   | 마금곱지        |       |
| 2015             | Late Autumn (만추)                                              | 애나            |       |
| 2015             | Love (러브)                                                     | 타냐            |       |
| 2015             | 달빛요정과 소녀                                                 | 은주            |       |
| 2014             | 프라이드                                                        | 실비아          |       |
| 2014             | 배수의고도                                                      | 카타오카 유우   |       |
| 2014             | 한때 사랑했던 여자에게 보내는 구소련 우주비행사의 마지막 메시지 | 비비안 / 실비아 |       |
| 2014             | 남산희곡페스티벌 (낭독공연:싸이렌)                              | -               |       |
| 2013, 2014       | 그날들                                                          | 사서            |       |
| 2012, 2013, 2015 | 거기                                                            | 김정            |       |
| 2012             | 봄의노래는바다에흐르고                                          | -               |       |
| 2012             | 씨, 베토벤                                                      | 하진            |       |
| 2012             | 풍찬노숙                                                        | 그 애           |       |
| 2011             | 삼년상                                                          | -               |       |
| 2011             | 연                                                              | 신재순          |       |
| 2011             | 갈매기                                                          | 마샤            |       |
| 2010             | 산티아고 가는길                                                 | 진              |       |
| 2010             | 양덕원 이야기                                                   | 나영            |       |
| 2009             | 오월엔 결혼할꺼야                                               | 최세연          |       |
| 2009             | 한밤의 세레나데                                                 | 박정자          |       |
| 2009             | 이상 열 셋까지 세다                                             | 초록 / 금홍     |       |
| 2008             | 시동라사                                                        | 강정옥          |       |

### Revistas / sesiones fotográficas
| Año  | Título            | Notas  |
| ---- | ----------------- | ------ |
| 2018 | High Cut Magazine | [ 11 ] |

## Premios y nominaciones
| Año  | Categoría                      | Premio                                      | Trabajo               | Resultado |
| ---- | ------------------------------ | ------------------------------------------- | --------------------- | --------- |
| 2022 | Best Supporting Actress        | 58th Baeksang Arts Award                    | Escape from Mogadishu | Pendiente |
| 2020 | Best Actress (Film)            | 56th Baeksang Arts Award                    | Another Child         | Nominada  |
| 2020 | Best Supporting Actress        | 56th Grand Bell Award                       | Another Child         | Nominada  |
| 2020 | Best Supporting Actress        | 29th Buil Film Award                        | The Man Standing Next | Nominada  |
| 2020 | Best Supporting Actress        | 25th Chunsa Film Art Award                  | The Man Standing Next | Nominada  |
| 2018 | Best Supporting Actress        | 9th KOFRA Film Award                        | The King              | Ganó      |
| 2017 | Best Supporting Actress        | 4th Korean Film Producers Association Award | The King              | Ganó      |
| 2017 | Best Supporting Actress        | 54th Grand Bell Award (Daejong Film)        | The King              | Ganó      |
| 2017 | Best Supporting Actress        | 26th Buil Film Award                        | The King              | Nominada  |
| 2017 | Best Supporting Actress        | 38th Blue Dragon Film Award                 | The King              | Ganó      |
| 2017 | Best Supporting Actress        | 53rd Baeksang Arts Award                    | The King              | Ganó      |
| 2017 | Best Supporting Actress (Film) | 1st The Seoul Award                         | New Trial             | Nominada  |